# Cleistanthus hirsutipetalus
Cleistanthus hirsutipetalus là một loài thực vật có hoa trong họ Diệp hạ châu. Loài này được Gage mô tả khoa học đầu tiên năm 1914.